# Mir Pay
Mir Pay — мобильная платёжная система, разработанная платёжной системой Мир, предназначенная для бесконтактной оплаты картами платёжной системы «Мир» при помощи смартфона с использованием NFC. Является аналогом Google Pay, Samsung Pay, Apple Pay и Mi Pay.

## История
В апреле 2018 года Национальная система платежных карт (НСПК) начала разработку собственного приложения бесконтактной оплаты Mir Pay. Разработка мобильного платёжного приложения ведётся только на платформе Android.
В конце 2018 года было объявлено, что разработка мобильного приложения завершена и планируется к запуску в первом квартале 2019 года. В НСПК отметили, что во второй половине 2019 года вся сеть POS-терминалов на территории России будет обновлена банками и сможет принимать оплату с помощью смартфонов.
Первая версия приложения Mir Pay была выпущена 1 марта 2019 года. С 4 марта 2019 года приложение стало доступно для скачивания на платформах распространения приложений. Первыми присоединившимися к системе банками были 8 банков: Россельхозбанк, РНКБ, Банк «Центр-инвест», СМП Банк, Банк «Россия», УБРиР, Московский кредитный банк, Промсвязьбанк.
21 июня 2021 года к системе Mir Pay присоединился СберБанк.
В августе 2021 года на платформе Huawei AppGallery появилось приложение Mir Pay на базе сервисов HMS.
5 августа 2022 года система Mir Pay начала работать на территории Белоруссии.
1 сентября 2022 года в пресс-службе системы «Мир» сообщили о росте числа пользователей системы Mir Pay за год в 20 раз.

## Особенности работы
- Cервис предоставляется только держателям карт Мир;
- Приложение Mir Pay доступно владельцам устройств на базе ОС Android от версии 7.0 и выше (без root-доступа) и поддерживающих технологию NFC;
- Для регистрации карты в приложении Mir Pay необходимо подключение к сети Интернет (по Wi-Fi или через сотовую связь);
- Для оплаты необходимо назначить Mir Pay основным приложением для бесконтактных платежей;
- Для оплаты покупки необходимо разблокировать смартфон отпечатком пальца, графическим или пин-кодом и поднести его к POS-терминалу. При отсутствии установленной блокировки смартфона с помощью пин-кода или отпечатка пальца Mir Pay (как и другие аналогичные сервисы, например, Apple и Google Pay) работать не будет. Разблокировка смартфона при оплате на кассе является аналогом ввода пин-кода банковской карты. Для оплаты в метрополитене необходимо назначить Mir Pay основным платежным приложением, такова особенность настройки турникетов. На уровне приложения эта особенность не исправляется. Необходимо также в разделе «Другие разрешения» настроек Android для Mir Pay включить разрешения «Запуск в фоне» и «Отображение на экране блокировки»[9];
- Защита платёжных операций в Mir Pay обеспечивается в соответствии со всеми международными стандартами. Реквизиты карты не хранятся в смартфоне и никогда не раскрываются при совершении платежей. Вместо настоящего номера карты используется сформированный особым образом цифровой код — токен;
- Без подключения к интернету можно совершить ограниченное количество оплат. Периодически необходимо подключаться к интернету, чтобы приложение Mir Pay смогло загрузить новые одноразовые ключи для оплаты.

## Банки-участники
В настоящее время в приложении Mir Pay могут быть зарегистрированы карты 167 банков. Зарегистрировать можно любые карты «Мир».

## История версий
Первая версия приложения Mir Pay была выпущена 1 марта 2019 года. С 4 марта 2019 года приложение стало доступно для скачивания на платформах распространения приложений.
| Поддерживаемые версии Mir Pay | Поддерживаемые версии Mir Pay | Поддерживаемые версии Mir Pay | Поддерживаемые версии Mir Pay |
| Выпуск                        | Версия                        | Дата выхода                   | Основные изменения, описание и комментарии |
| ----------------------------- | ----------------------------- | ----------------------------- | --- |
| 0.20                          | 0.20.10                       | 04.03.2019                    | Основные изменения: - поддержка технологии NFC; - работа с бесконтактными картами «Мир»; - поддержка оплаты через POS-терминал с функцией приёма бесконтактной оплаты. |
| 1.2                           | 1.2.15.4                      | 13.06.2019                    | Основные изменения: - Исправлена ошибка с отказом при оплате; - Исправлено некорректное отображение логотипов на некоторых типах карт. |
| 1.2                           | 1.2.18.4                      | 26.07.2019                    | Основные изменения: - Исправлена ошибка с отказом при оплате; - Исправлено некорректное отображение логотипов на некоторых типах карт. |
| 1.3                           | 1.3.12.4                      | 08.10.2019                    | Основные изменения: - улучшено взаимодействие с платежным терминалом, оплата проходит быстрее и работает стабильнее; - добавлена поддержка устройств Android 10; - устранена проблема с проверками безопасности в некоторых моделях телефонов; - добавлена новая звуковая схема. |
| 1.4                           | 1.4.0.34                      | 29.11.2019                    | Основные изменения: - оптимизирована доставка уведомлений о покупках, исключено их дублирование; - отлажено взаимодействие с некоторыми браузерами; - устранена ошибка при скачивании аудиопакетов; - скорректировано отображение баннеров на больших экранах. |
| 1.4                           | 1.4.7.4                       | 17.01.2020                    | Основные изменения: - оптимизирована доставка уведомлений о покупках, исключено их дублирование; - отлажено взаимодействие с некоторыми браузерами; - устранена ошибка при скачивании аудиопакетов; - скорректировано отображение баннеров на больших экранах. |
| 1.5                           | 1.5.3.41                      | 25.03.2020                    | Основные изменения: - добавлена возможность добавлять карту, считав её реквизиты, используя NFC; - улучшения при сканировании карты камерой смартфона. |
| 1.5                           | 1.5.5.4                       | 21.03.2020                    | Основные изменения: - добавлена возможность добавлять карту, считав её реквизиты, используя NFC; - улучшения при сканировании карты камерой смартфона. |
| 1.6                           | 1.6.3.4                       | 17.08.2020                    | Основные изменения: - карты можно переименовывать и сортировать порядок их отображения в списке; - в деталях карты стал отображаться виртуальный номер карты, который печатается на чеке при покупке. |
| 1.6                           | 1.6.8.42                      | 23.11.2020                    | Основные изменения: - карты можно переименовывать и сортировать порядок их отображения в списке; - в деталях карты стал отображаться виртуальный номер карты, который печатается на чеке при покупке. |
| 1.8                           | 1.8.12.4                      | 26.04.2021                    | Основные изменения: - реализованы технические улучшения; - оптимизация потребления сетевого трафика; - добавлены новые настройки: возможность запретить оплату без разблокирования смартфона; возможность установить темную тему оформления. |
| 1.8                           | 1.8.13.41                     | 01.06.2021                    | Основные изменения: - реализованы технические улучшения; - оптимизация потребления сетевого трафика; - добавлены новые настройки: возможность запретить оплату без разблокирования смартфона; возможность установить темную тему оформления. |
| 1.8                           | 1.8.15.34                     | 24.09.2021                    | Основные изменения: - реализованы технические улучшения; - оптимизация потребления сетевого трафика; - добавлены новые настройки: возможность запретить оплату без разблокирования смартфона; возможность установить темную тему оформления. |
| 1.8                           | 1.8.15.36                     | 05.10.2021                    | Основные изменения: - реализованы технические улучшения; - оптимизация потребления сетевого трафика; - добавлены новые настройки: возможность запретить оплату без разблокирования смартфона; возможность установить темную тему оформления. |
| 1.8                           | 1.8.17.4                      | 24.12.2021                    | Основные изменения: - реализованы технические улучшения; - оптимизация потребления сетевого трафика; - добавлены новые настройки: возможность запретить оплату без разблокирования смартфона; возможность установить темную тему оформления. |
| 1.8                           | 1.8.17.24                     | 30.12.2021                    | Основные изменения: - реализованы технические улучшения; - оптимизация потребления сетевого трафика; - добавлены новые настройки: возможность запретить оплату без разблокирования смартфона; возможность установить темную тему оформления. |
| 1.8                           | 1.8.17.108                    | 10.03.2022                    | Основные изменения: - реализованы технические улучшения; - оптимизация потребления сетевого трафика; - добавлены новые настройки: возможность запретить оплату без разблокирования смартфона; возможность установить темную тему оформления. |
| 1.9                           | 1.9.4.4                       | 13.04.2022                    | Основные изменения: - добавлена поддержка последних обновлений операционной системы. |
| 1.12                          | 1.12.0.42                     | 13.05.2022                    | Основные изменения: - повышение стабильности приложения. |
| 1.13                          | 1.13.1.42                     | 06.07.2022                    | Основные изменения: - реализована работа карт с истекшим сроком действия; - улучшена работа приложения на ряде устройств;̈ - добавлена поддержка устройств, получивших официальное обновление Android 13; - повышена стабильность работы приложения. |
| 1.13                          | 1.13.2.204                    | 12.08.2022                    | Основные изменения: - реализована работа карт с истекшим сроком действия; - улучшена работа приложения на ряде устройств;̈ - добавлена поддержка устройств, получивших официальное обновление Android 13; - повышена стабильность работы приложения. |
| 1.13                          | 1.13.2.214                    | 29.08.2022                    | Основные изменения: - реализована работа карт с истекшим сроком действия; - улучшена работа приложения на ряде устройств;̈ - добавлена поддержка устройств, получивших официальное обновление Android 13; - повышена стабильность работы приложения. |
| 1.13                          | 1.13.2.224                    | 08.09.2022                    | Основные изменения: - реализована работа карт с истекшим сроком действия; - улучшена работа приложения на ряде устройств;̈ - добавлена поддержка устройств, получивших официальное обновление Android 13; - повышена стабильность работы приложения. |
| 1.14                          | 1.14.3.14                     | 25.10.2022                    | Основные изменения: - повышена стабильность работы приложения. |
| 1.14                          | 1.14.5.340                    | 22.11.2022                    | Основные изменения: - повышена стабильность работы приложения. |
| 1.16                          | 1.16.2.341                    | 16.22.2022                    | Основные изменения: - повышена стабильность работы приложения. |
| 1.18                          | 1.18.3.347                    | 10.02.2023                    | Основные изменения: - повышена стабильность работы приложения. |
| 1.21                          | 1.21.1.340                    | 13.06.2023                    | Основные изменения: - совершение покупок in-application стало интуитивно более понятным - вернулась возможность платить в терминалах с заблокированным экраном телефона |
| 1.24                          | 1.24.5.340                    | 09.09.2023                    | Основные изменения: - чтобы зарегистрироваться в приложении, теперь не требуется привязка логинов иностранных провайдеров - добавлена поддержка устройств Android 14 |
| 1.28                          | 1.28.8.340                    | 20.10.2023                    | Основные изменения: - улучшен сценарий подтверждения оплаты отпечатком пальца - исправлены некоторые ошибки приложения по отзывам пользователей - обновление для пользователей, столкнувшихся с зависаниями приложения при входе |
| 1.28                          | 1.28.9.340                    | 17.11.2023                    | Основные изменения: - улучшен сценарий подтверждения оплаты отпечатком пальца - исправлены некоторые ошибки приложения по отзывам пользователей - обновление для пользователей, столкнувшихся с зависаниями приложения при входе |
| 1.40                          | 1.40.5.340                    | 08.12.2023                    | Основные изменения: - возвращены звуки. Теперь можно выбрать звук, сопровождающий оплату, в разделе «Аудио» или отключить его там же - для регистрации в приложении больше не используются иностранные сервисы - сообщать о проблемах теперь можно напрямую в приложении - сократилось время проведения бесконтактной оплаты - если долго не подключали телефон к интернету, это может повлиять на бесконтактную оплату, то будет выводиться предупреждение об этом на главном экране приложения |
| 1.40                          | 1.40.6.341                    | 14.12.2023                    | Основные изменения: - возвращены звуки. Теперь можно выбрать звук, сопровождающий оплату, в разделе «Аудио» или отключить его там же - для регистрации в приложении больше не используются иностранные сервисы - сообщать о проблемах теперь можно напрямую в приложении - сократилось время проведения бесконтактной оплаты - если долго не подключали телефон к интернету, это может повлиять на бесконтактную оплату, то будет выводиться предупреждение об этом на главном экране приложения |